# Kostel svatého Jakuba Staršího (Stařeč)
Kostel svatého Jakuba Staršího je nemovitá kulturní památka České republiky a farní kostel Římskokatolické farnosti Stařeč v městečku Starči. Původně gotický kostel byl do dnešní barokní podoby přestavěn v polovině 18. století.

## Popis
Stařečský kostel svatého Jakuba se vypíná na nevýrazném vršku na pravém břehu Stařečského potoka v nadmořské výšce asi 458 m; je obklopen zídkou starého hřbitova. Kostel byl původně pozdně románský, byl orientovaný východnězápadním směrem a vstupem přes renesanční věž. Věž je zdobena renesančními sgrafity, pod ciferníkem jsou sluneční hodiny. Z doby kolem roku 1602 je v kostele románská tribuna. Po přestavbě v 18. století byl kostel přeorientován, orientován byl severojižním směrem. Je jednolodní podélnou stavbou se zaoblenými rohy, na severní straně lodi je odsazené kněžiště, na západní straně sakristie a kaple. V dlažbě kostela jsou čtyři náhrobní kameny.
Kostel je zařízen barokně. V jižní části kostela se nachází kůr s varhany z roku 1897. Roku 1950 byl interiér kostela opraven, byl rozebrán oltář sv. Kříže a osazeny nové dveře.

## Historie
Kostel byl zbudován v gotickém slohu v roce 1231. Na hranolové věži, upravené ve stylu pozdní renesance, je čtyřiadvacetihodinový ciferník z roku 1597 a sluneční hodiny, věž byla postupně upravena mezi lety 1597 a 1620. Barokně byl kostel přestavěn mezi lety 1734 a 1736, byla změněna orientace kostela z východnězápadní na severojižní. V roce 1950 byl interiér kostela rekonstruován a měl být proražen nový vchod do kostela na místě původního oltáře. Ale k tomu nakonec nedošlo. Byla také opravena střecha a kostel byl nově nalíčen.
Hlavní oltář kostela je zasvěcen sv. Jakubovi Staršímu, boční oltáře pak Božskému Srdci, Panně Marii Lurdské a sv. Janu Nepomuckému.
Před první světovou válkou bývaly ve věži zavěšeny zvony z let 1553 („Jakub“), 1803 a 1877. Zvony byly rekvírovány pro válečná úsilí obou světových válek. Současné zvony byly vysvěceny v roce 1985. První z nich nese jméno sv. Jakuba (850 kg), druhý sv. Jana Sarkandra (530 kg). Dva menší zvony jsou přísluší k věžním hodinám. Zvony byly kromě jednoho v roce 1917 rekvírovány, v roce 1926 byly vysvěceny tři nové zvony, byli jimi Ježíš, Maria a Jakub. Jediný původní zvon byl věnován do Rokytnice nad Rokytnou. V roce 1942 byly zvony opět rekvírovány, zachráněny byl jen dva, jeden ukryl místní občan, druhý byl schován v Třebíči. V roce 1985 byly pořízeny nové zvony, Sv. Jakub a Jan Sarkandr.
Vnějšek kostela prochází od roku 2007 celkovou opravou: střechy a omítky.

## Osobnosti
- Augustin Franěk, dlouholetý farář[3]

## Galerie

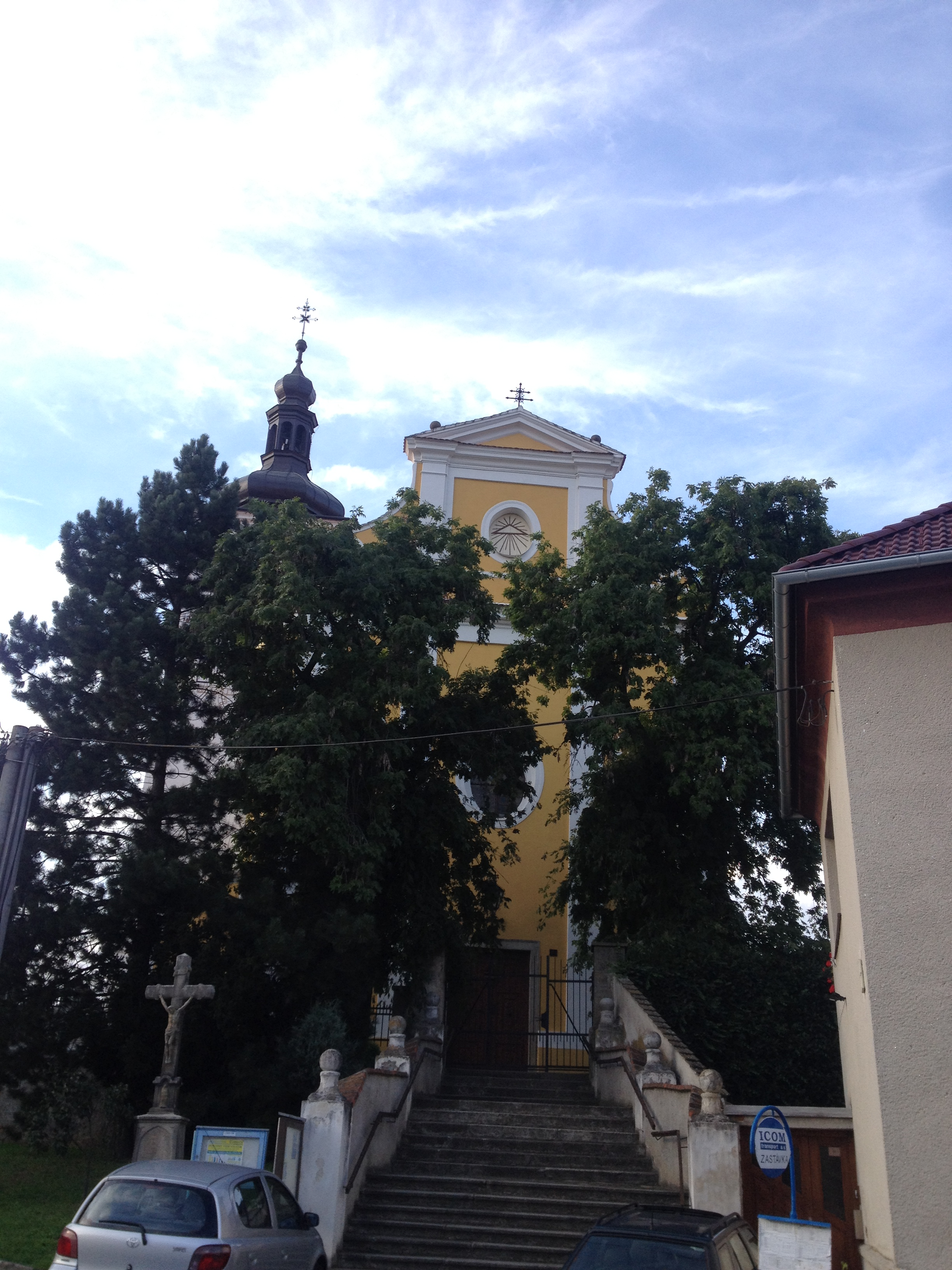
Vchod do kostela
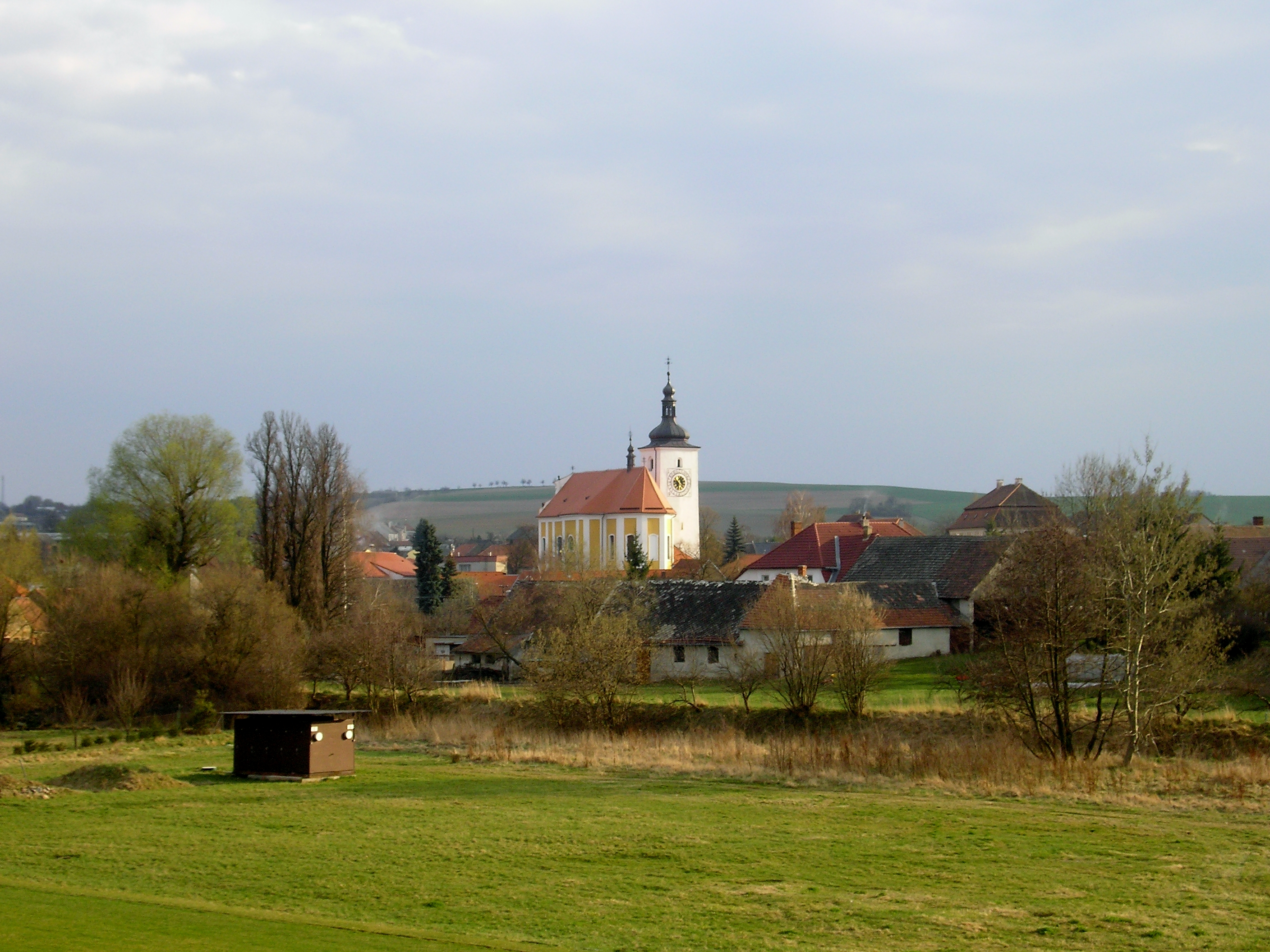
Pohled na kostel
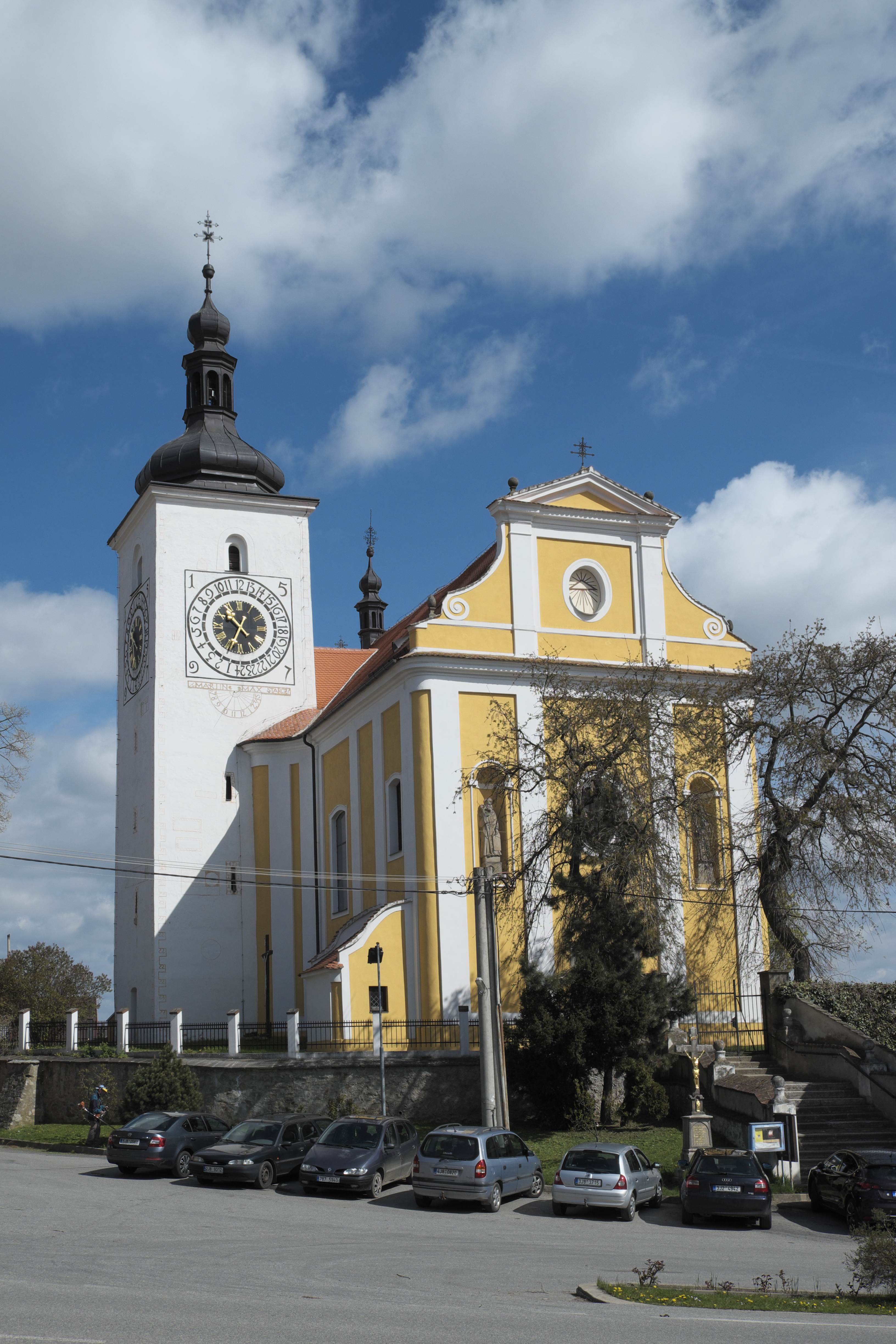
Kostel od Jakubského náměstí